# 奥罗利
奥罗利（義大利語：Orroli），是意大利撒丁大区南撒丁省的一个市镇。总面积75.67平方公里，人口2466人，人口密度32.6人/平方公里（2009年）。ISTAT代码为092118。